# Bariq
Bariq è una città dell'Arabia Saudita occidentale, situata nella regione dell''Asir. Ha una superficie di 2500 km² e una popolazione di 50 113 abitanti. Leggi e costumi tribali sono ancora diffusi nella popolazione di questa regione.